# Modelbouw

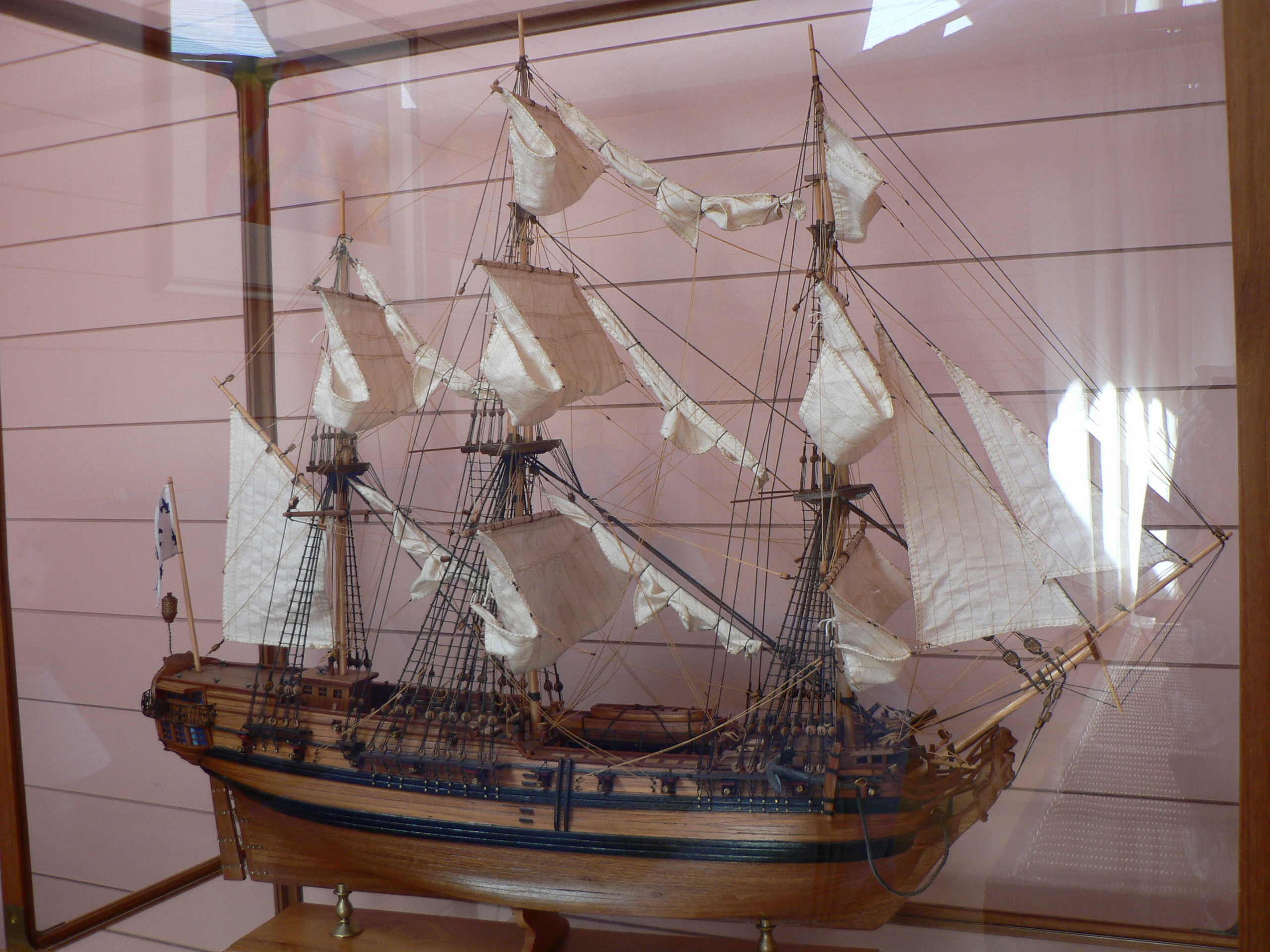
Modelbouwschip

Modelbouw is het maken van schaalmodellen. Er worden professionele modellen gemaakt voor architecten (vaak maquette geheten), scheepsbouwers, musea, films en militaire doelen. Er bestaan ook veel verschillende en sterk uiteenlopende takken van modelbouw als hobby. De gebouwen, voer- en vaar- en vliegtuigen worden vaak op een gestandaardiseerde schaal nagebouwd in de vrije tijd. Het wetenschappelijk ontwikkelen en testen van schaalmodellen wordt wel fysische modelvorming genoemd. Het grootste modelbouwproject van Nederland is Madurodam in Den Haag, van België Mini-Europe in Brussel. Van Lego zijn er ook enkele modelstadjes gebouwd, onder meer in Billund in Denemarken en in Windsor in Engeland. In Japan, in de plaats Desjima is een maquette van de Hollandse VOC-nederzetting. Het Limburgs Museum heeft een aantal maquettes van verschillende soorten kastelen.
De modelbouw voor militaire doelen is de laatste jaren sterk in opkomst. Aanvankelijk ging het vrijwel uitsluitend om maquettes van forten en slagvelden, zoals die van de Slag bij Waterloo, waarvan een minutieus uitgevoerde maquette staat in 't Schilderhuis in Driebergen. De maquette, op basis van terreinmetingen en originele verslagen, toont het centrum van het slagveld op 18 juni 1815 om half twee 's middags, en is gevuld met 1700 plastic figuurtjes, die de makers, P. en Ph. J. van der Burg, eigenhandig schilderden. Een zeer grote en fraaie collectie militaire maquettes, meest van forten van Vauban, is te vinden in Le Musée des Plans-Reliefs, Hotel National des Invalides, Parijs.
Tegenwoordig gaat het ook om werkende schaalmodellen, waarbij de vraag rijst of dit nog wel modellen kunnen heten. Bijvoorbeeld vliegtuigjes met een spanwijdte tot ongeveer 1,50 m die op afstand radiografisch bestuurd worden en voornamelijk verkennings- of spionagedoelen hebben. Vooral het Amerikaanse en het Israëlische leger bouwen deze vliegtuigen, die met de afkorting 'UAV' (unmanned aerial vehicle) aangeduid worden. Een bekend exemplaar is de Predator, waarvan er intussen vele honderden in Irak worden gebruikt, en de draagbare Raven. De schatting is dat er nu zo'n 700 exemplaren van alle types in Irak operationeel zijn.
Ook helikopters zijn al in schaaluitvoering voor burger- en militair gebruik beschikbaar, zoals de Yamaha RMAX L181, lengte 3,63 m, breedte 0,72 m, hoogte 1,22 m, voorzien van GPS en automatische piloot. Deze worden in toenemende mate gebruikt voor luchtfotografie.

## Technische modellen
Er worden ook in de ontwikkeling van de meest uiteenlopende producten modellen gemaakt. Denk hier aan (schaal)modellen van o.a. vliegtuigen en auto's voor windtunnelproeven en schepen in een sleeptank voor vaartests. Ook van allerlei bouwwerken maakt men modellen om een idee te geven van wat het zal worden. Modellen worden ook gebruikt om de storm- en aardbevingsgevoeligheid van bijvoorbeeld bruggen en wolkenkrabbers te testen. Ook als een mal in een productieproces als spuiten of gieten van plastic of metaal wordt gebruikt, maakt men eerst een model, waarvan een mal kan worden gemaakt.

## Hobbymodelbouw
Verschillende takken van hobbymodelbouw zijn bijvoorbeeld:
- Statische modelbouw
- Radiografische modelbouw
- Modelspoor
- Stoommachines

### Statische modelbouw
Statische modelbouw is het bouwen van ongemotoriseerde modellen van voertuigen, gebouwen, mensen enz., meestal naar bestaande voorbeelden. Hierbij wordt vaak gestreefd naar een zo authentiek mogelijk nabootsing. Als materiaal wordt vaak plastic gebruikt, en veel modellen zijn als bouwdoos leverbaar. Een variant hierop is het ombouwen van commercieel verkrijgbare modellen in andere varianten, of het gebruiken van een aantal onderdelen uit zo'n doos voor een verder grotendeels zelf gemaakt model, het zogenaamde scratchbuilding.

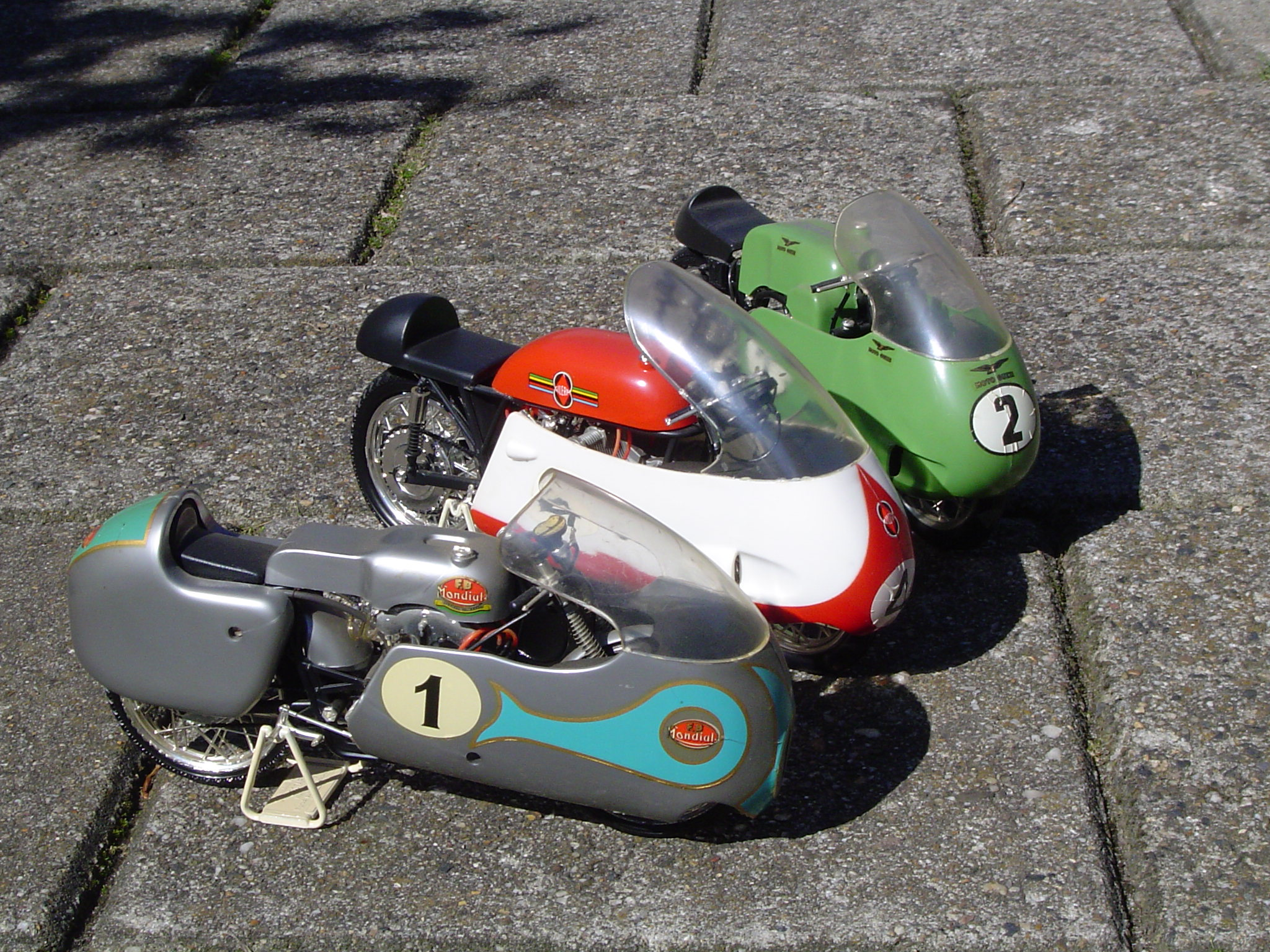
Schaalmodellen van race-motoren uit de jaren vijftig

Populaire takken van statische modelbouw in plastic zijn het bouwen van:
- Auto's & Trucks
- Motorfietsen
- Helikopters
- Vliegtuigen
- Hovercrafts
- Schepen
- Treinen
- Ruimtevaartuigen
- Militaire voertuigen
- Figuren
- Diorama's

Ouder is houtbouw, waarbij statische modellen worden gebouwd van hout. Populair hierbij zijn schepen, karren en wagens, molens en meubels en andere interieurstukken.
Ook kartonnen modelbouwplaten vallen onder statische modelbouw. De populariteit daarvan was in de jaren 50 en 60 van de twintigste eeuw bijzonder groot onder (met name) jongens tussen de 10 en 18 jaar. De Nederlandse Veritas bouwplaten, ontworpen door Jan Berfelo uit Arnhem, waren daarbij zeer geliefd. In de Veritas series verschenen bekende Nederlandse schepen, vliegtuigen en auto's, waaronder de eerste DAF personenauto. Maar ook de Willem Ruys, vliegdekschip de Karel Doorman, de Super Constellation van de KLM en uiteindelijk de KLM DC-10 zagen in Arnhem het daglicht. De in 1977 overleden Berfelo liet zo een onuitwisbare indruk achter in de Nederlandse modelbouwwereld in de jaren 50 en 60. Inmiddels is er nog steeds een grote groep enthousiaste kartonnen modelbouwers actief. Jaarlijks komen zij bijeen op de Bouwplaatmeeting ergens in het land. Wereldwijd is het kartonnen bouwen zelfs populairder dan ooit als gevolg van internet. (Gratis) downloads bieden een groot bouwplezier aan velen.

#### Technieken
Naast het reeds genoemde scratchbuilding, bestaan er typische statische modelbouwtechnieken als:
- Highlights
- Sludgewash
- Pinwash
- Pre-shading
- Chippen
- Drybrush
- Weathering

### Radiografische modelbouw
Radiografische modelbouw is het bouwen van functionerende schaalmodellen die voorzien worden van radiografische besturing. Hierbij wordt meestal minder gelet op een getrouwe weergave van het origineel dan bij statische modelbouw; veel radiografische modelvliegtuigen lijken zelfs totaal niet op een bestaand vliegtuig. Behalve modelvliegtuigen en helikopters zijn schepen, auto's en tanks populair bij deze tak van modelbouw.

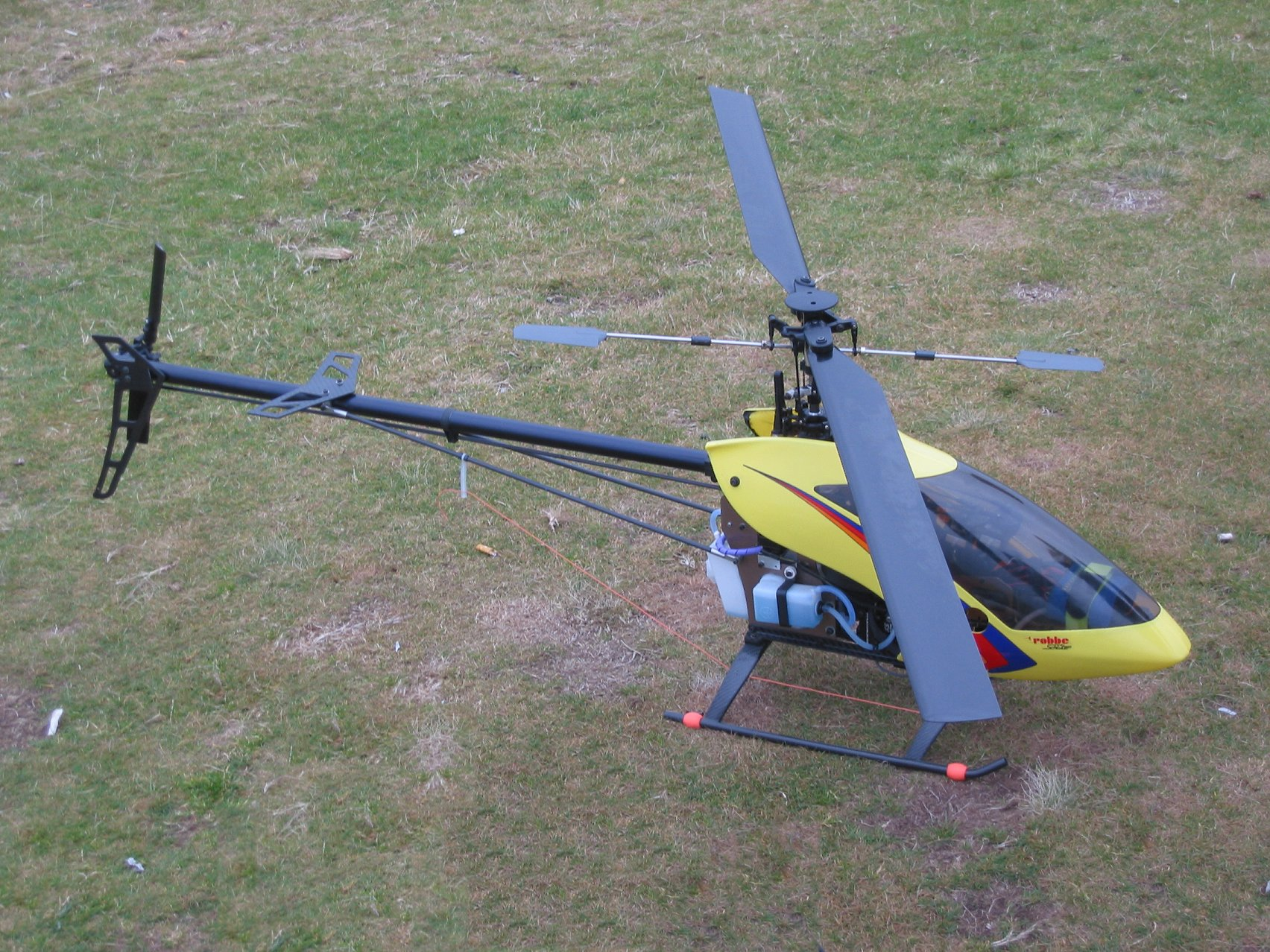
Modelhelikopter

In de meeste R/C modellen worden motoren ingebouwd om het model te laten rijden, varen of vliegen. Dit kan door middel van elektrische motoren (waaronder ook verschillende types te verkrijgen zijn zoals brushless, kobalt enz.), maar ook door kleine verbrandingsmotoren (hierin zijn twee soorten: tweetaktmotoren en viertaktmotoren, die ieder op een speciale brandstof lopen, zogenaamde modelbouwbrandstof.

### Modelspoor
Bij het modelspoor wordt er over het algemeen gebruikgemaakt van rijdende modeltreinen. Deze worden vaak elektrisch aangedreven. Hiervoor worden hele banen aangelegd. Deze banen bestaan niet alleen uit aangelegde spoorwegen, maar ook uit hele landschappen, waarvoor de term scenery wordt gebruikt. Ook de termen spoorwegmodelbouw en modeltreinen zijn gangbaar. Een voorbeeld hiervan is Miniworld Rotterdam, de grootste overdekte modelbaan van Nederland.
Naast modeltreinen worden ook modeltrams als modelspoor gezien. Hierbij gaat het om het nabouwen van stadsstraten en stationspleinen waarover modeltrams rijden. Anders dan bij modeltreinen kan bij modeltrams goed op een kleine ruimte worden gebouwd omdat de bochten realistischer zijn dan bij modeltreinen.
Modeltreinen en -trams vindt men op verschillende schalen:
- Spoor TY, schaal 1 op 900
- Spoor T, schaal 1 op 440, 1 op 450 (Verenigde Staten)
- Spoor Z, schaal 1 op 220
- Spoor N, schaal 1 op 160, 1 op 150 (Japan)
- Spoor TT, schaal 1 op 120
- Spoor H0 (half nul), schaal 1 op 87
- Spoor S, schaal 1 op 64
- Spoor 0 (nul), schaal 1 op 48 (Verenigde Staten), 1 op 45 (Japan) en 1 op 43 (Europa)
- Spoor G, schaal 1 op 22,5
- Spoor 5, schaal 1 op 11,3

Voorbeelden van modeltreinfabrikanten:
- Märklin
- Fleischmann
- Faller
- Roco
- Minitrix
- LGB (Bouwer van zgn. 'Gartenbahnen', treinen en rails die men door de tuin kan aanleggen)
- Egger-Bahn (Smalspoor in model, schaal 1:87 op 9 mm spoorbreedte)

Voorbeelden van modeltramfabrikanten:
- Corgi Toys
- LGB
- St.-Petersburg Tramway Collection

### Modelbouw stoommachines
Ook een tak van de modelbouw zijn modelbouw stoommachines, kleine stoommachines die (meestal) vast geplaatst worden en door middel van tandwielverbindingen minuscule zaagjes, boortjes, timmerende mannetjes en andere bewegende onderdelen, of soms rijdende stoomlocomotief- of tractormodellen aandrijven.